# Oubinskoïe
Oubinskoïe (en russe : Убинское) est un village de Russie situé dans l'oblast de Novossibirsk. C'est le siège administratif du raïon et de la municipalité du même nom. 

## Géographie
Oubinskoïe se trouve au ouest de l'oblast de Novossibirsk, à 210 km à vol d'oiseau de Novossibirsk. 

## Histoire
La localité est connue depuis 1675. 

## Population
Recensements (*) et estimations de la population,,: 
| 1959* | 1970* | 1979* | 1989* | 2002* | 2010* |
| ----- | ----- | ----- | ----- | ----- | ----- |
| 6 130 | 6 776 | 6 297 | 6 586 | 5 958 | 5 841 |

| 2021* | - | - | - | - | - |
| ----- | - | - | - | - | - |
| 5 047 | - | - | - | - | - |